# Acritus strigipennis
Acritus strigipennis är en skalbaggsart som beskrevs av Heinrich Bickhardt 1912. Acritus strigipennis ingår i släktet Acritus och familjen stumpbaggar. Inga underarter finns listade i Catalogue of Life.